# Jules César, la violence et la passion
Jules César, la violence et la passion est le premier volet du roman Caesar's Women, écrit par Colleen McCullough en 1996. Il a été publié aux Éditions L'Archipel en 1998. Le second volet est Jules César, le glaive et la soie. Jules César, la violence et la passion est la suite de La Colère de Spartacus.
Il s'agit du cinquième roman de la fresque historique Les Maîtres de Rome.

## Résumé
Le roman raconte l'histoire de la République romaine de 68 à 63 av. J.-C. en mettant l'accent sur la carrière de César. Celui-ci s'oppose alors aux Boni, les membres du Sénat les plus conservateurs dont les plus éminents sont Bibulus et Caton.
César développe également son amitié avec Pompée. Il l'appuie lorsqu'il demande un commandement extraordinaire dans la lutte contre les pirates en Méditerranée. Les Boni pensent lui opposer Crassus mais César convainc ce dernier de refuser leur offre. Pompée obtient ce qu'il veut et débarrasse la Méditerranée de tous ses pirates. Il fait tant et si bien que, quelques mois plus tard, il demande et obtient le commandement de la guerre contre Mithridate. Encore là, César appuie ses demandes au Sénat.
Le roman fait ensuite une parenthèse sur les débuts d'une personnalité, Publius Clodius, qui commence à se faire connaître comme démagogue et fauteur de troubles. Il fait ses débuts comme tribun militaire en Asie dans l'armée de Lucullus. Il déteste tellement celui-ci qu'il fomente une mutinerie parmi ses troupes et l'oblige à annuler sa campagne. Envoyé à Tarse, il prépare une expédition contre les pirates mais il se fait capturer par eux. Le roi de Chypre refuse de payer sa rançon, mais heureusement il est libéré à la suite de la campagne de Pompée contre les pirates. Il fomente ensuite d'autres troubles, cette fois contre les Arabes en Syrie. Enlevé par ceux-ci, il est circoncis de force et renvoyé à Rome. Cet état ne l'empêche pas de se marier avec une descendante des Gracques, Fulvia, héritière d'une bonne fortune. Désormais à l'abri de tout besoin, Clodius peut se permettre de faire carrière en politique.
Pendant ce temps, César continue sa marche vers le consulat. En 65 av. J.-C., il est édile curule avec son adversaire Bibulus comme collègue. L'année suivante, il est président du tribunal des homicides. En 63, il est élu pontifex maximus malgré l'opposition des Boni. Enfin, en juillet de la même année, il est élu préteur pour l'année 62.
L'année 63, c'est celle du consulat de Cicéron qui veut qu'on se souvienne de lui comme d'un grand chef d'État. Il apprend bientôt que Catilina, un ancien homme de main de Sylla, veut s'emparer du pouvoir, par voie légale ou non, puis abolir tous les dettes. Il ne lui reste plus que l'illégalité lorsqu'il perd ses élections au consulat. Il fomente alors une insurrection. Des troupes doivent s'emparer de plusieurs villes en Italie puis converger vers Rome à la fin octobre. Tout d'abord sceptique, le Sénat accepte de croire Cicéron. La loi martiale est votée, Catilina est proclamé ennemi public et doit quitter Rome. Ses complices sont déchus de la citoyenneté romaine et exécutés. Cicéron est proclamé père de la patrie au grand dam de César qui croit qu'il a donné de l'importance à cette crise pour prouver qu'il avait sauvé Rome de ces traîtres.

## Les principaux personnages
- Jules César : jeune patricien romain en plein cursus honorum.
- Aurelia : mère de César.
- Servilia Caepionis : maîtresse de César.
- Julia : fille de César. Fiancée à Brutus.
- Marcus Junius Brutus : fils de Servilia Caepionis. Fiancé à la fille de César.
- Pompeia Sylla : deuxième femme de César. Fille de Cornelia Sylla.
- Marcus Porcius Caton : ennemi juré de César. Demi-frère de Servilia Caepionis.
- Pompée : général faisant campagne contre Mithridate.
- Marcus Licinius Crassus : homme d'affaires et politicien romain.
- Marcus Tullius Cicéron : avocat et politicien romain.
- Publius Clodius : démagogue romain.
- Fulvia : femme du précédent.
- Marcus Calpurnius Bibulus : ami de Caton et ennemi de César.

## Édition française
- Colleen McCullough. Jules César, la violence et la passion. Éditions L'Archipel. 1998. 406 p.